# Đuôi cụt bụng vằn

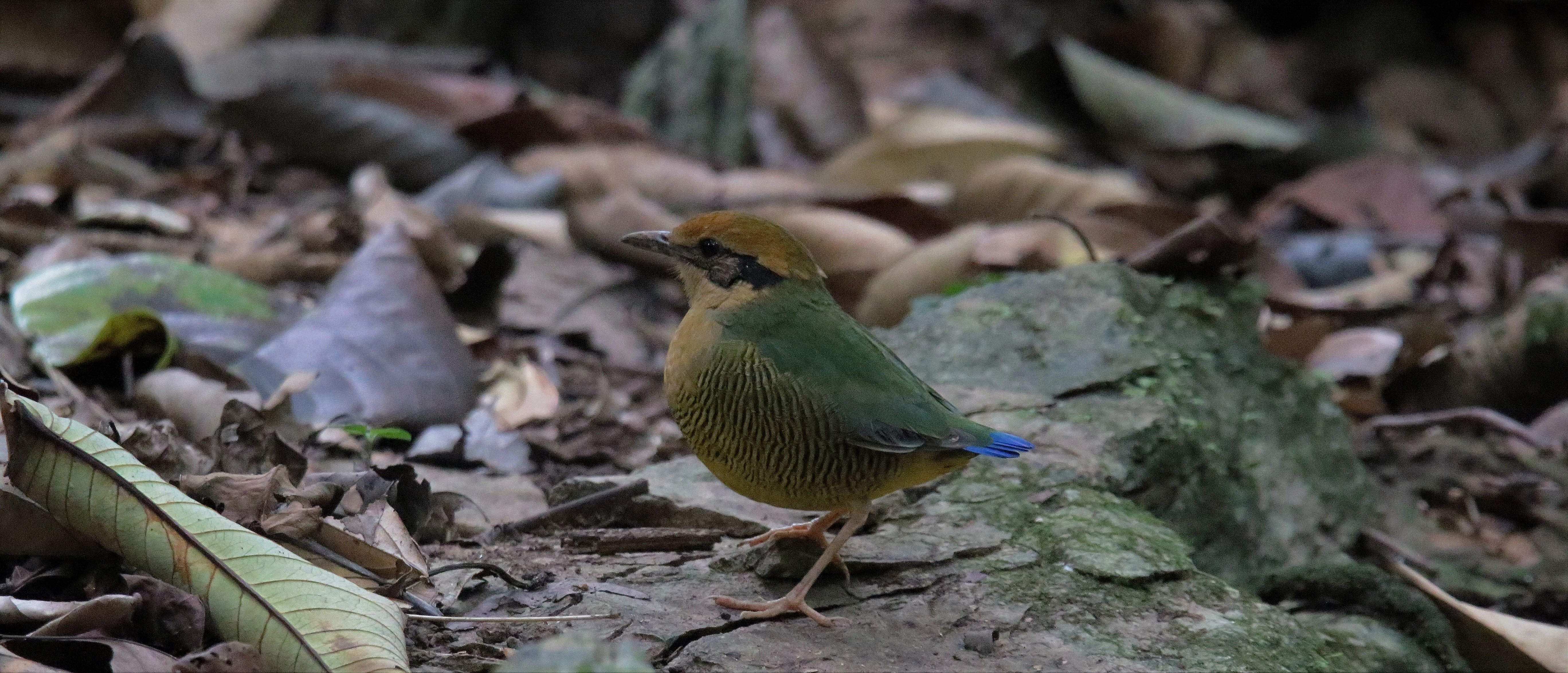
Đuôi cụt bụng vằn (chim mái)

Đuôi cụt bụng vằn (tên khoa học: Hydrornis elliotii) là một loài chim trong họ Pittidae. Loài này có ở Đông Nam Á.